# Гербы Ярославской области
Список гербов муниципальных образований Ярославской области Российской Федерации.
На 1 января 2020 года в Ярославской области насчитывалось 96 муниципальных образований — 3 городских округа, 16 муниципальных районов, 10 городских и 67 сельских поселений.

### Гербы городских округов
| Герб | Наименование                                      | Дата утверждения          | Номер в ГГР |
| ---- | ------------------------------------------------- | ------------------------- | ----------- |
|      | Герб городского округа город Ярославль            | 23 августа 1995           | 129         |
|      | Герб городского округа город Переславль-Залесский | 7 февраля 2002            | 904         |
|      | Герб городского округа город Рыбинск              | 17 июля 2001 22 июня 2006 | 981         |

## Гербы муниципальных районов
| Герб | Наименование                                | Дата утверждения            | Номер в ГГР |
| ---- | ------------------------------------------- | --------------------------- | ----------- |
|      | Герб Большесельского муниципального района  | 24 февраля 2011             | 6709        |
|      | Герб Борисоглебского муниципального района  | 12 октября 1999             | 575         |
|      | Брейтовского муниципального района          | 9 марта 2006                | не внесён   |
|      | Герб Гаврилов-Ямского муниципального района | 25 марта 1998               | 1193        |
|      | Герб Даниловского муниципального района     | 5 марта 2009                | 4835        |
|      | Герб Любимского муниципального района       | 4 апреля 2013               | 8503        |
|      | Герб Мышкинского муниципального района      | 30 мая 2002 28 декабря 2006 | не внесён   |
|      | Герб Некоузского муниципального района      | 27 июля 2000                | не внесён   |
|      | Герб Некрасовского муниципального района    | 26 мая 2005                 | 1917        |

| Герб | Наименование                             | Дата утверждения               | Номер в ГГР |
| ---- | ---------------------------------------- | ------------------------------ | ----------- |
|      | Герб Первомайского муниципального района | 18 августа 2016                | 11127       |
|      | Герб Переславского муниципального района | 28 июня 200112 июля 2007       | 842         |
|      | Герб Пошехонского муниципального района  | 24 августа 2000 27 апреля 2006 | не внесён   |
|      | Герб Ростовского муниципального района   | 28 ноября 2006                 | 2891        |
|      | Герб Рыбинского муниципального района    | 26 марта 2008                  | 4671        |
|      | Герб Тутаевского муниципального района   | 16 июня 1995                   | 124         |
|      | Герб Угличского муниципального района    | 31 марта 1999                  | 506         |
|      | Герб Ярославского муниципального района  | 21 мая 1999                    | 474         |

## Гербы городских поселений
| Герб | Наименование                                                                 | Дата утверждения | Номер в ГГР |
| ---- | ---------------------------------------------------------------------------- | ---------------- | ----------- |
|      | Герб городского поселения Гаврилов-Ям Гаврилов-Ямского муниципального района | 29 апреля 2008   | 4048        |
|      | Герб городского поселения Данилов Даниловского муниципального района         | 24 мая 2007      | 3421        |
|      | Герб городского поселения Мышкин Мышкинского муниципального района           | 20 февраля 2007  | 3103        |

| Герб | Наименование                                                       | Дата утверждения              | Номер в ГГР |
| ---- | ------------------------------------------------------------------ | ----------------------------- | ----------- |
|      | Герб городского поселения Ростов Ростовского муниципального района | 27 декабря 2001 9 ноября 2006 | 880         |
|      | Герб городского поселения Тутаев Тутаевского муниципального района | 16 июня 1995                  | 124         |
|      | Герб городского поселения Углич Угличского муниципального района   | 31 марта 1999 9 ноября 2006   | 506         |

## Гербы сельских поселений
| Герб | Наименование                                                                    | Дата утверждения | Номер в ГГР |
| ---- | ------------------------------------------------------------------------------- | ---------------- | ----------- |
|      | Герб Великосельского сельского поселения Гаврилов-Ямского муниципального района | 27 сентября 2010 | 6582        |
|      | Герб Ивняковского сельского поселения Ярославского муниципального района        | 28 мая 2008      | 4050        |
|      | Герб Карабихского сельского поселения Ярославского муниципального района        | 24 декабря 2019  | 12960       |
|      | Герб Кузнечихинского сельского поселения Ярославского муниципального района     | 14 ноября 2019   | 12962       |

| Герб | Наименование                                                              | Дата утверждения | Номер в ГГР |
| ---- | ------------------------------------------------------------------------- | ---------------- | ----------- |
|      | Герб сельского поселения Петровское Ростовского муниципального района     | 26 сентября 2006 | 2545        |
|      | Герб Пригородного сельского поселения Переславского муниципального района | 19 мая 2010      | 6323        |
|      | Герб сельского поселения Семибратово Ростовского муниципального района    | 25 января 2008   | 3909        |